# Liste der Biografien/Casc
Liste der Biografien |
Portal Biografien |
Personensuche
# |
A |
B |
C |
D |
E |
F |
G |
H |
I |
J |
K |
L |
M |
N |
O |
P |
Q |
R |
S |
T |
U |
V |
W |
X |
Y |
Z |
?
 
Ca |
Cb |
Cc |
Ce |
Ch |
Ci |
Cj |
Ck |
Cl |
Cm |
Cn |
Co |
Cr |
Cs |
Ct |
Cu |
Cv |
Cw |
Cy |
Cz
 
Caa–Cag |
Cah |
Cai |
Caj |
Cak |
Cal |
Cam |
Can |
Cao–Cap |
Caq |
Car |
Cas |
Cat–Caz
 
Casa |
Casc |
Casd |
Case |
Casg |
Cash |
Casi |
Cask |
Casl |
Casm |
Casn |
Caso |
Casp |
Casq |
Casr |
Cass |
Cast |
Casu |
Casw |
Casz
Die Liste der Biografien führt alle Personen auf, die in der deutschsprachigen Wikipedia einen Artikel haben. Dieses ist eine Teilliste mit 31 Einträgen von Personen, deren Namen mit den Buchstaben „Casc“ beginnt.

## Casc

### Casca
- Cascais, Antonio (* 1965), portugiesischer Journalist
- Cascajares y Azara, Antonio María (1834–1901), spanischer Kardinal und Bischof
- Cascalls, Jaume, katalanischer Bildhauer
- Cascante, José († 1702), kolumbianischer Komponist
- Cascaret, Raúl (1962–1995), kubanischer Ringer

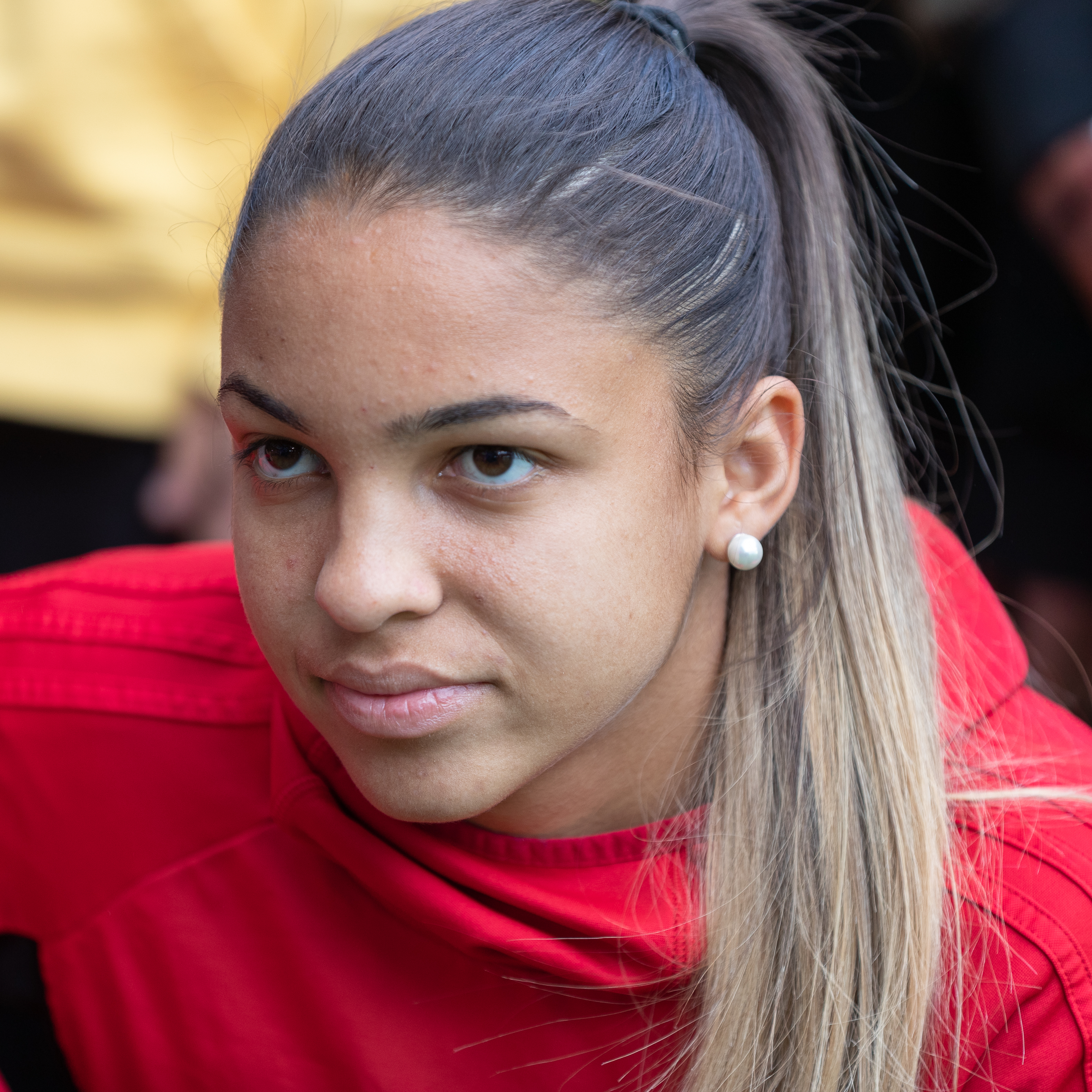
Delphine Cascarino (* 1997)

- Cascarino, Delphine (* 1997), französische FußballspielerinDelphine Cascarino (* 1997)
- Cascarino, Estelle (* 1997), französische Fußballspielerin
- Cascarino, Tony (* 1962), irischer Fußballspieler
- Cascaro, Jeff (* 1968), deutscher Jazz- und Soulmusiker
- Cascavel, Paulinho (* 1959), brasilianischer Fußballspieler
- Cascavilla, Maurizio, italienischer Regisseur

### Casci
- Cascianelli, Tommaso (* 1948), italienischer Ordensgeistlicher, emeritierter römisch-katholischer Bischof von Irecê
- Casciano, Edgard Antonio (* 1950), brasilianischer Diplomat
- Casciaro, Kyle (* 1987), gibraltarischer Fußballspieler
- Casciaro, Lee (* 1981), gibraltarischer Fußballspieler
- Casciaro, Ryan (* 1984), gibraltarischer Fußballspieler
- Cascini, Paolo, italienischer Mathematiker
- Cascino, Estelle (* 1996), französische Tennisspielerin
- Cascino, Vincenzo, italienisch-argentinischer Industrieller und Filmschaffender
- Cascio Ferro, Vito (1862–1943), MafiosoVito Cascio Ferro (1862–1943)

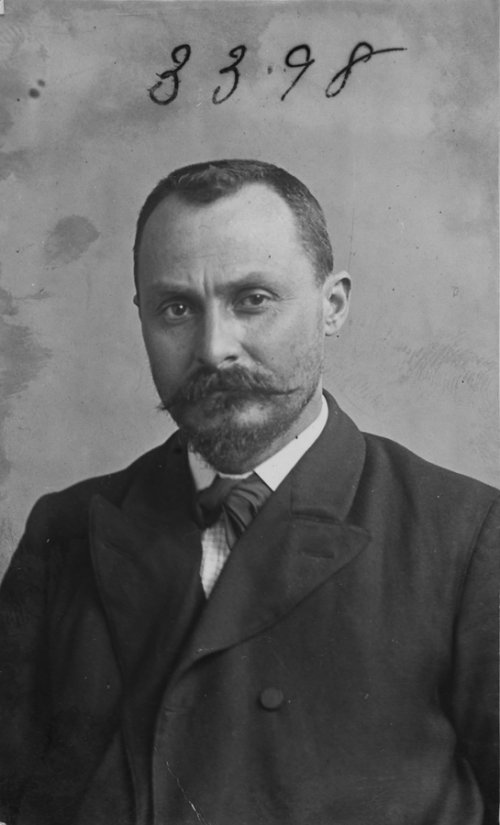
Vito Cascio Ferro (1862–1943)

- Cascio, Pasquale (* 1957), italienischer Geistlicher und Erzbischof von Sant’Angelo dei Lombardi-Conza-Nusco-Bisaccia
- Cascio, Salvatore (* 1979), italienischer Schauspieler
- Cascioli, Luigi (1934–2010), italienischer atheistischer Bürgerrechtler und Schriftsteller
- Casciolini, Claudio (1697–1760), italienischer Komponist
- Cascione, Felice (1918–1944), italienischer Chirurg und Partisan
- Cascione, Giovan Battista (1729–1790), italienischer Architekt
- Casciorolo, Vincentio, italienischer Alchemist

### Casco
- Casco, Ezequiel (* 1993), argentinischer Rollstuhltennisspieler
- Cascone, Kim (* 1955), US-amerikanischer Komponist
- Cascone, Nicholas (* 1963), US-amerikanischer Film- und Fernsehschauspieler
- Cascos, Antonio (* 1963), spanischer Skilangläufer